# Handelingsbekwaamheid
Handelingsbekwaamheid is de wettelijk gedefinieerde geschiktheid van een natuurlijk persoon om zelfstandig rechtshandelingen te kunnen en mogen verrichten. Het is een van de fundamentele beginselen van het Belgische en Nederlandse recht.
Een persoon die niet in staat is zelf te beschikken wordt handelingsonbekwaam genoemd.

## Handelings(on)bekwaamheid in het Nederlands Burgerlijk Wetboek
Uitgangspunt van de Nederlandse wet is handelingsbekwaamheid, met uitzondering van bij de wet genoemde situaties, artikel 32 Boek 3 (vermogensrecht) van het Burgerlijk Wetboek:
1. "Iedere natuurlijke persoon is bekwaam tot het verrichten van rechtshandelingen, voor zover de wet niet anders bepaalt".
2. "Een rechtshandeling van een onbekwame natuurlijke persoon is vernietigbaar". 
Het is belangrijk dat juridisch niet volledig handelingsbekwamen toch in staat zijn bepaalde rechtshandelingen te verrichten, bijvoorbeeld een betaling voor een gekocht product of geleverde dienst. Anders zou een minderjarige bijvoorbeeld niet zelfstandig een broodje kunnen kopen, of kunnen reizen met het openbaar vervoer.
Verricht een minderjarige of een onder curatele gestelde toch een rechtshandeling, is deze vernietigbaar. Dat betekent dat de rechtshandeling nooit heeft plaatsgevonden en geen rechtsgevolg heeft gehad.

## Categorieën van handelingsonbekwamen volgens de wet

### Minderjarigen
Volgens artikel 1:234 BW (in Nederland) zijn minderjarigen handelingsbekwaam, als zij met toestemming van hun wettelijke vertegenwoordiger handelen en mits de wet niet anders bepaalt. Het gaat dan om rechtshandelingen die normaliter door minderjarigen van zijn leeftijd zelfstandig kunnen worden verricht. Via de kantonrechter kan een zestien- of zeventienjarige verzoeken om de bevoegdheid tot het verrichten van rechtshandelingen van meerderjarigen. Dit heet handlichting (zie artikel 1:235 BW).

### Onder curatele gestelden
Een meerderjarige die door bijvoorbeeld een psychische aandoening of het stelselmatig consumeren van alcohol of drugs niet in staat is de eigen financiële en zakelijke belangen naar behoren te behartigen, kan door een rechtbank onder curatele gesteld worden als de omstandigheden objectief aantoonbaar zijn (art. 1:378 BW). Het gevolg van de maatregel is, dat degene die onder curatele is gesteld handelingsonbekwaam wordt en een ander de bevoegdheid krijgt het financieel en zakelijk beheer te voeren. De rechter stelt bij het verzoek steeds een psychiater aan om de persoon te onderzoeken, plus een curator met dezelfde bevoegdheden als een voogd bij minderjarigen. De curatele kan worden beëindigd middels een rechterlijk vonnis tot opheffing, als de eerdere redenen zijn komen te vervallen.

## Gehuwde vrouwen voor 1956

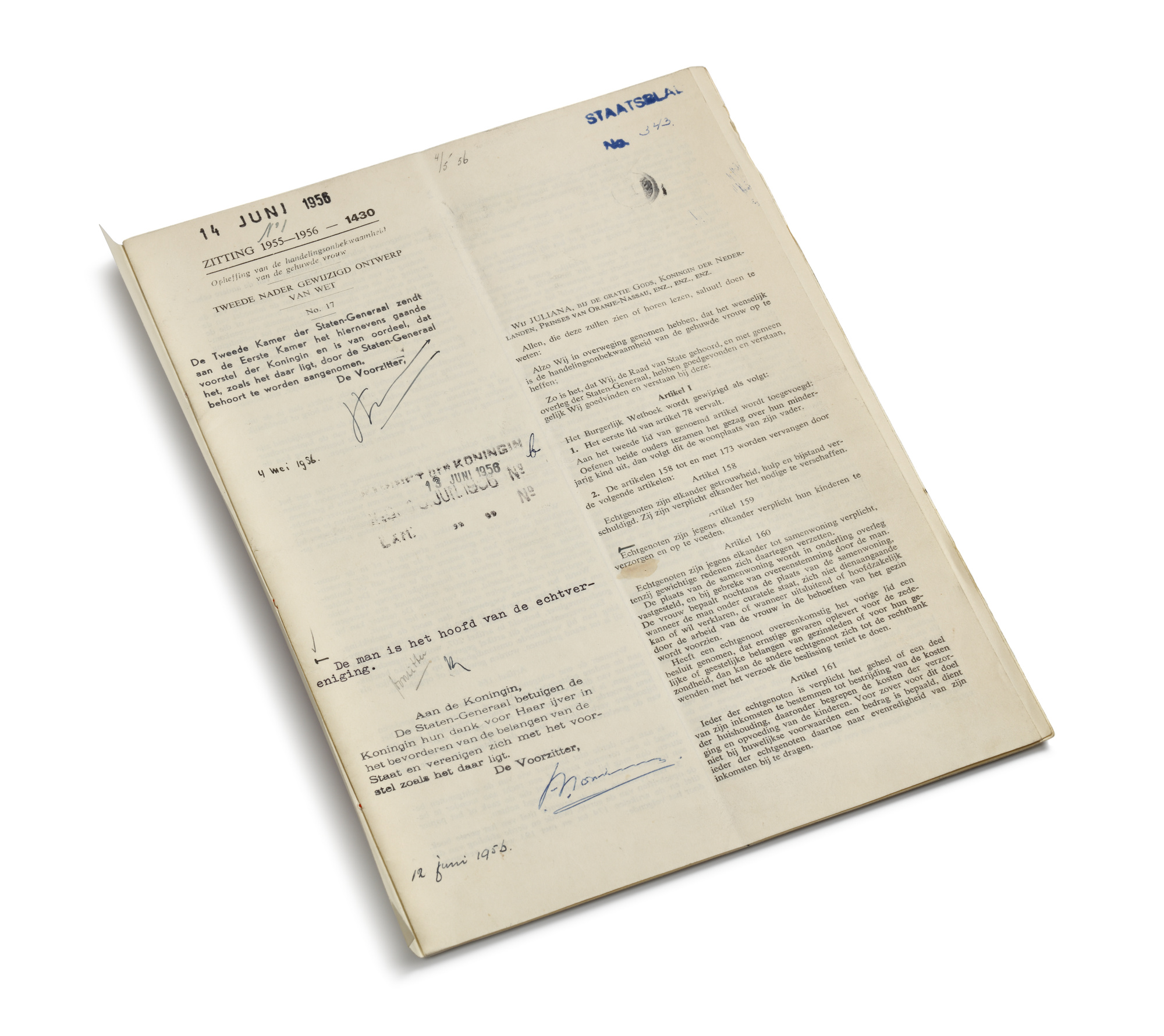
Lex-Van Oven (1956)

Van 1838 tot 1 januari 1957 was een gehuwde vrouw in Nederland niet handelingsbekwaam. Dat betekende, dat gehuwde vrouwen niet zelfstandig een overeenkomst, zoals een bankrekening, konden afsluiten of beslissingen over de opvoeding van de kinderen mochten nemen. Alleen met medewerking van de man/echtgenoot kon een vrouw rechtshandelingen verrichten. Zo kon zij dus slechts met toestemming van haar echtgenoot een arbeidsovereenkomst sluiten of voortzetten en kon zij de verdiensten daaruit niet ontvangen of beheren, dat was alleen aan de echtgenoot toegestaan. Een meerderjarige ongehuwde vrouw was wel handelingsbekwaam, ook als zij ongehuwd samenwoonde met een man. Deze categorie vrouwen had een andere benaming dan getrouwde vrouwen, ze werden aangesproken met "mejuffrouw" en niet met "mevrouw", deze aanduiding werd ook opgenomen in overeenkomsten en akten. Tweede Kamerlid Betsy Bakker-Nort probeerde in de jaren twintig van de twintigste eeuw met diverse voorstellen tot wetswijzigingen de ongelijkwaardige positie van de echtgenoten in het huwelijksrecht aan te passen.  
In de Tweede Kamer was een motie van Corry Tendeloo uit 1955, nu bekend als motie-Tendeloo, een belangrijke gebeurtenis in de geschiedenis van de vrouwenarbeid in Nederland. Deze motie keerde zich tegen een nieuw Koninklijk Besluit dat het verbod op arbeid van gehuwde vrouwen bij de overheid bevestigde. De tekst was kort en krachtig: "De Kamer, gehoord de besprekingen over het KB van 13 september 1955, van oordeel, dat het hier niet op de weg van de Staat ligt de arbeid van de gehuwde vrouw te verbieden, nodigt de Regering uit de hiermee strijdende voorschriften te herzien." Een zeer kleine meerderheid, 46 om 44, stemde voor. Daaronder waren alle vrouwelijke Kamerleden.
De regel van handelingsonbekwaamheid van de gehuwde vrouw werd bij wetswijziging van 14 juni 1956 (S.343) afgeschaft tijdens het kabinet-Drees III. Hoewel initiator van en drijvende kracht achter het wetsontwerp het PvdA-Kamerlid Corry Tendeloo was, ging de wet de geschiedenis in als Lex-Van Oven, vernoemd naar de toenmalige minister van Justitie mr. Julius van Oven, die overigens ook een groot voorvechter was van juridische gelijkberechtigdheid.
De mannelijke echtgenoot bleef tot 1984 nog wel hoofd van de goederengemeenschap en van het gezin, de vrouw was hem gehoorzaamheid verschuldigd. In de Nederland omringende landen werden eveneens soortgelijke maatschappelijke verandering ingezet, in Frankrijk en Duitsland kwam de wetgeving echter pas in de jaren zeventig. Vandaag de dag wordt in verschillende landen de vrouw nog steeds handelingsonbekwaam door te huwen.

## Afbakening met wilsbekwaamheid
Van belang is de afbakening tussen het begrip handelingsbekwaamheid en het begrip wilsbekwaamheid of feitelijke bekwaamheid. Wilsbekwaamheid is het vermogen om in een bepaalde situatie en op een bepaald moment een beslissing te kunnen nemen en daarvan de gevolgen te overzien. Iemand die onder curatele staat, is handelingsonbekwaam, maar dat brengt niet automatisch met zich mee dat deze persoon ook wilsonbekwaam is. Zo werd een 105-jarige vrouw die onder curatele stond, op basis van een deskundigenrapport door de hoogste rechter bekwaam geacht haar testament op te stellen.
Wilsbekwaamheid is geen juridisch begrip, handelingsbekwaamheid is dat wel. Wilsbekwaamheid is een norm die veel wordt gebruikt in relatie tot beslissingen over medische behandelingen of bij het opstellen van een notariële akte zoals een testament. Een arts of notaris dient bij twijfel aan de wilsbekwaamheid van een patiënt of cliënt aan de hand van een voor de beroepsgroep geldend stappenplan te toetsen of sprake is van wilsbekwaamheid.